# Tech Data
Tech Data Corporation (NYSE : TECD), créé en 1974, est un grossiste en informatique qui a son siège social à Clearwater en Floride.

## Activité
Tech data a généré 24,4 milliards $ de chiffre d’affaires en 2010 et se classe 109e du classement Fortune 500 des sociétés américaines. L’entreprise revendique 125 000 revendeurs dans plus de 100 pays.

## Historique
Tech Data a été fondée à Clearwater en novembre 1974.
En mars 2003, Tech Data a fait l’acquisition d’Azlan.
En septembre 2016, Avnet annonce la vente d'une partie de ses activités à Tech Data pour 2,6 milliards de dollars.
En mars 2021, Synnex Corporation annonce la fusion de ses activités avec Tech Data, valorisant ce dernier à 7,2 milliards de dollars. Après cette opération, les actionnaires de Synnex Corporation auront une participation de 55 % dans le nouvel ensemble.
En septembre 2021, la fusion est publiquement annoncée.

## Tech Data France
Elle est installée à Bussy-Saint-Georges.
Elle est dirigée par Pascal Murciano depuis janvier 2012.
Elle a réalisé au 31 janvier 2019 un chiffre d'affaires de 2 924 millions d'euros, et dégage un résultat de 10,8 millions d'euros. Elle emploie 854 collaborateurs.